# Receptor de linfotoxina beta
Receptor de linfotoxina beta es un receptor para la linfotoxina que en humanos es codificado por el gen LTBR.

## Función
La proteína codificada por este gen es un miembro de la familia de receptores de los factores de necrosis tumorales (TNF). Se expresa en la superficie de muchas clases de células, incluyendo las epiteliales y células mieloides, pero no en linfocito T o  linfocito B. La proteína une específicamente la membrana de la forma linfotoxina (un complejo entre la linfotoxina alfa y la beta). La proteína codificada y su ligando juegan un rol en el desarrollo y organización del tejido linfoide y en las células transformadas. La activación de la proteína codificada puede disparar la apoptosis.
Además puede conducir a la liberación de la citoquina interleuquina 8. La superexpresión de LTBR en células HEK293 incrementa la actividad del promotor de IL-8 y lleva a la liberación de IL-8. LTBR también es esencial para el desarrollo y la organización de los órganos linfoides secundarios y la liberación de quimioquinas.